# حفلة التيس (رواية)
حفلة التيس (بالإسبانية: La fiesta del chivo) هي رواية للكاتب ماريو فارغاس يوسا الحائز على جائزة نوبل في الأدب، الصادرة في عام 2000  وقد ترجمتها إديث جروسمان إلى الإنجليزية عام 2001 وفي العام ذاته نشرتها دار شوركامبف الألمانية بعد أن ترجمها إلكه فير إلى الألمانية., وترجمها المترجم الفلسطيني صالح علماني للعربية سنة 2018.

## المحتوى
يدور العمل حول شخصية ديكتاتور جمهورية الدومينيكان رافائيل تروخيو الذي اُغتيل عام 1961 بعد واحد وثلاثين عامًا من الحكم المستبد. كان رفائيل يرمز إلى شخصية الماعز في الرواية.
و تُقسم الرواية إلى ثلاثة أحداث تتداخل مع بعضها البعض وتسلط الضوء على نظام حكم رفائيل تروخيو من وجهات نظر مختلفة، من وجهة نظر أورانيا كابرال، وجهة نظر الديكتاتور الظالم، وجهة نظر المُعتدي عليه. وكانت قد غادرت كابرال وطنها قبل اغتيال الديكتاتور بوقت قصير وفرت إلى الولايات المتحدة الأمريكية لتعود إلى العاصمة الدومنيكية سانتو دومينغو بعد خمسة وثلاثين عامًا باحثةً عن أبيها هناك الذي كان من المقربين لرفائيل تروخيو. وكانت تؤدي ذكرايتها إلى سنوات حكم الديكتاتور العنيف الفاسد وكذلك عام 1961 الذي اغتيل فيه ثم التعذيب القاسي للذين قُبض عليهم من المتواطئين في اغتياله. وتقوم بتسليط الضوء على ابرز لأحدث التي حدثت في شبابها قبل أن تروي سرًا لطالما أخفته عن خالتها وأبناء عمومتها. أما القسم الثاني من القصة، يظهر في طياته التفاصيل المتعلقة بالدائرة الداخلية للنظام التي كان والد أورانيا جزءًا منها ذات يوم.
وخصصت الجزء الثالث من القصة لإطلاعنا على اشخاص كانوا موالين للحكومة في السابق وتواطؤوا على قتل تروخيو، حيث انتظروا سيارته في وقت متأخر من الليل.
تميز هذا الكتاب بأنه يصور اختلاف وجهة النظر بين الماضي والحاضر حول مواضيع متعددة في جمهورية الدومينيكان لاسيما في الشقين السياسي والإجتماعي.
تظهر مصائر شخصيات الرواية لمحة عميقة في الظروف الجسدية والذهنية للنظام الديكتاتوري وعواقبه. تتميز روايات ماريو فارغاس يوسا بأن لديها طابع تاريخي واقعي حيث يقدم عناصر واقعية من أجل قصة واقعية.
ظهر للقراء دوامة النظام الانحدارية واغتيال تروجيلو وما تلاها من خلال أعين المطلعين والمتآمرين وامرأة في منتصف العمر تنظر إلى الوراء. لذا فإن الرواية هي صورة متلألئة للسلطة الديكتاتورية، بما في ذلك آثارها النفسية وتأثيرها على المدى الطويل.موضوعات الرواية هي مزيج بين طبيعة السلطة والفساد، وعلاقتهما بالرجولة أو الانحراف الجنسي في مجتمع هرمي صارم مع أدوار جنسانية قوية. تعتبر الذاكرة وعملية التذكر موضوعًا مهمًا أيضًا، لا سيما في سرد اورانيا وهي تتذكر شبابها في جمهورية الدومينيكان. تنتهي قصتها (والكتاب ككل) عندما تروي الأحداث الرهيبة التي دفعتها إلى مغادرة البلاد في سن الرابعة عشرة. يُعد الكتاب نفسه بمثابة تذكير بفظائع الديكتاتورية، للتأكد من أن مخاطرها مطلقة.
دمج فارغاس يوسا بين العناصر الخيالية والأحداث التاريخية: الكتاب ليس فيلمًا وثائقيًا وعائلة كابرال، على سبيل المثال، خيالية تمامًا. من ناحية أخرى، فإن شخصيات قتلة تروخيو وتروجيلو مأخوذة من السجل التاريخي؛ ينسج فارغاس يوسا أحداثًا تاريخية حقيقية من الوحشية والقمع في قصص هؤلاء الناس، لتسليط الضوء بشكل أكبر على طبيعة النظام والأثر التي نجمت عنه. على حد تعبير الكاتب، «إنها رواية وليست كتاب تاريخ، لذلك أخذت الكثير والكثير من الحريات. [...] لقد احترمت الحقائق الأساسية، لكنني غيرت أشياء كثيرة من أجل جعل القصة أكثر اقناعًا- وأنا لم أبالغ».
تلقى عيد الماعز مراجعات إيجابية إلى حد كبير، حيث علق العديد من المراجعين على تصوير الكتاب للعلاقة بين النشاط الجنسي والقوة، بالإضافة إلى الأوصاف الرسومية للأحداث العنيفة.

## الشخصيات
تظهر أورانيا كابرال ووالدها أوغستين كابرالl في كل من الأجزاء الحديثة والتاريخية من الرواية. في عام 1996، عادت أورانيا إلى جمهورية الدومينيكان للمرة الأولى منذ مغادرتها في الرابع عشر من عمرها، وهي محامية ناجحة في نيويورك قضت معظم السنوات الـ 35 الماضية في محاولة للتغلب على المقات والمصاعب التي جرت في طفولتها، الهدف الذي تسعى إليه من خلال سحر أكاديمي مع تاريخ تروخيو والدومينيكان. أورانيا منزعجة بشدة من أحداث ماضيها، وهي مضطرة لمواجهة والدها أغوستين الذي كان له دورًا بارزًا اثناء تلك الأحداث. تزور أورانيا والدها، فتجده ضعيفًا بسبب تقدمه في السن وتعرضه لسكتة دماغية شديدة، لدرجة أنه بالكاد قادرًا على استشعار وجودها من حوله، ناهيك عن الكلام. يستمع أوغستين المنهك القوى إلى ابنته بينما تروي ماضيه باسم اغهاد كابرال "Egghead Cabral"، وهو عضو رفيع المستوى في الدائرة الداخلية لتروجيلو، وسقوطه الجذري من منصبه. كما تخبره عندور أغوستين في الأحداث التي أدت إلى اغتصابها من قبل الزعيم الدومينيكاني، وما تلاها من حياة العزوبة والصدمة العاطفية. تخدم شخصية أغوستين في الجزء الحديث من الرواية في المقام الأول بمثابة لوحة صوت لذكريات أورانيا عن عصر تروخيو، والأحداث التي أحاطت بكل من عار أوجستين كابرال وهروب أورانيا من البلاد. عادة ما تكون ردوده قليلة أو غير صريحة، على الرغم من حماسة اتهامات أورانيا وضخامة أفعالها خلال فترة حكم تروخيو.
رافائيل تروجيلو، المعروف أيضًا باسم الماعز والرئيس والفاعلين، هو شخصية خيالية تجسد الديكتاتور الحقيقي لجمهورية الدومينيكان من عام 1930 إلى عام 1961 والرئيس الرسمي للجمهورية من عام 1930 إلى عام 1938 ومن عام 1943 إلى عام 1952. في عيد الماعز، يتخيل فارغاس يوسا الأفكار العميقة للديكتاتور، ويعيد سرد الساعات الأخيرة للماعز من وجهة نظره الخاصة. تكافح شخصية تروجيلو مع الشيخوخة والمشاكل الجسدية لسلس البول والعجز الجنسي. من خلال الأحداث الخيالية وسرد الشخص الأول، يتم إعطاء القارئ نظرة ثاقبة للرجل الذي قام خلال «واحد وثلاثين عامًا من الجرائم السياسية المروعة»، بتحديث البنية التحتية والجيش للبلاد، ولكن هجوم نظامه على أعدائه في الخارج (خاصة محاولة اغتيال رومولو بيتانكورت، رئيس فنزويلا) أدت إلى فرض عقوبات اقتصادية على جمهورية الدومينيكان من قبل منظمة الدول الأمريكية في الخمسينيات من القرن الماضي. أدى الإنكماش الإقتصادي الناتج، بالتزامن مع عوامل أخرى، إلى مؤامرة الاغتيال التي دعمتها وكالة المخابرات المركزية والتي أنهت حياة تروجيلو في 30 مايو 1961.
يتم دعم نظام تروخيو من قبل جوني عباس غارسيا، رئيس جهاز المخابرات العسكرية (SIM)، وهو رجل وحشي يُنسب إليه العديد من «الاختفاء... الإعدامات... السقوط المفاجئ في العار». يشتهر عباس وضباط استخباراته بقسوتهم وبطشهم، لا سيما عادتهم في قتل المنشقين عن طريق رميهم في المياه التي تنتشر فيها أسماك القرش. العقيد عباس «قد يكون الشيطان، لكنه مفيد للرئيس؛ كل شيء سيئ ينسب إليه والصالح فقط إلى تروخيو».
ابن تروخيو، رامفيس تروخيو، هو مؤيد مخلص للرئيس. بعد محاولات فاشلة للدراسة في الولايات المتحدة، عاد رامفيس إلى جمهورية الدومينيكان للخدمة في جيش والده. إنه زير نساء معروف. عند وفاة تروخيو، يسعى رامفيس إلى الإنتقام، بل ذهب إلى حد التعذيب وقتل عمه بالزواج، الجنرال خوسيه رومان، لدوره في مؤامرة الاغتيال.
جواكين بالاغير، الرئيس الدمية لتروجيو هو أيضًا مؤيد، وشخصيته التي تبدو غير ضارة في البداية لا تتمتع بأي سلطة حقيقية. بعد وفاة تروخيو، أدى هدوء وصفاء بالاغير إلى إحداث تغيير حقيقي في شخصيته، ويعلق الجنرال رومان قائلاً: «هذا الرجل الضئيل الذي اعتبره الجميع دائمًا مجرد كاتب، شخصية زخرفية بحتة في النظام، بدأ يكتسب سلطة مفاجئة». [18] إن بالاغير هو الذي يوجه الكثير من الأحداث في الأقسام الأخيرة من الكتاب.
المتآمرو: تتبع قصة الاغتيال في المقام الأول المتآمرين الأربعة الذين شاركوا بشكل مباشر في وفاة تروجيلو. أنطونيو إمبرت باريرا هو أحد المتآمرين القلائل الذين نجوا من الأعمال الإنتقامية العنيفة التي أعقبت اغتيال تروخيو. إمبرت هو سياسي أصيب بخيبة أمل بسبب خداع نظام تروخيو وقسوته. تم إحباط خطته الأولى لقتل تروخيو من خلال محاولة فاشلة للإطاحة بالنظام من قبل القوات شبه العسكرية الكوبية. وبعد ان اعقتنع بصعوبة مهمته، انضم إمبرت إلى المتآمرين الآخرين في التخطيط لموت تروجيلو. ومن بين الآخرين أنطونيو دي لا مازا، أحد حراس تروخيو الشخصيين. قُتل شقيق أنطونيو في إطار عملية تستر الحكومة، وأقسم أنطونيو على تروخيو إلى الانتقام.
سلفادور إستريلا سادهالا، المعروف باسم «الترك»، هو كاثوليكي متدين يقسم، بسبب سخطه على جرائم النظام العديدة ضد الله، اليمين ضد تروخيو. في النهاية يسلم الترك نفسه خشية أن يعذب النظام عائلته. ثم يتعرض كل من الترك وشقيقه البريء للتعذيب لعدة أشهر. يظل والده مخلصًا لتروجيلو ويتبرأ من الترك في وجهه. رغم كل هذا يرفض الترك الانتحار ولا يفقد الإيمان بالله. تم إعدامه لاحقًا على يد رامفيس وغيره من كبار المسؤولين الحكوميين. صديق تورك المقرب، أمادو غارسيا غيريرو، المعروف باسم أماديتو، هو ملازم في الجيش تخلى عن حبيبته كدليل على ولائه لتروجيلو، ثم أُجبر لاحقًا على قتل شقيقها لإثبات نفسه لتروجيلو. أدى اشمئزاز أماديتو من نفسه وخيبة أمله من النظام إلى قراره بالمساعدة في قتل تروخيو. بعد الاغتيال، اختبأ مع دي لا مازا ويموت وهو يقاتل. في أعقاب الاغتيال، اختار أماديتو وأنطونيو دي لا مازا محاربة أعضاء SIM الذين يأتون لاعتقالهم، ويختارون الموت في المعركة بدلاً من أسرهم وتعذيبهم.[بحاجة لمصدر]

## المواضيع الأساسية
- الفساد السياسي

كان هيكل المجتمع الدومينيكي هرميًا، مع أدوار جنسانية قوية. كان رافائيل تروجيلو، الحاكم، ديكتاتوراً قاسياً يطارد شعب سانتو دومينغو حتى بعد 35 عاماً من وفاته. إنه زعيم حقيقي يحكم بوحشية وفساد. لقد خلق عبادة شخصية في مجتمعه الرأسمالي ويشجع الانحطاط داخل نظامه. قبل ترقيتهم إلى منصب المسؤولية، يتعين على الضابط اجتياز «اختبار الولاء». يجب أن يظل شعبه مخلصًا له بكل ثمن. يتم اختبار طاعتهم بشكل دوري عن طريق الإذلال العام والتوبيخ، على الرغم من ندرة أعمال عدم الولاء. ينتهك تروخيو كل من النساء والأطفال كتعبير عن سلطته السياسية / الجنسية. في بعض الحالات، يعتدي جنسيًا على زوجة أو أطفال مساعديه، الذين لا يزال العديد منهم مخلصين بشكل أعمى. حتى الكنيسة والمؤسسات العسكرية تعمل لإعطاء النساء للطاغية من أجل المتعة.
كان العديد من القتلة ينتمون إلى نظام تروخيو أو كانوا في وقت ما من أنصاره المخلصين، فقط لتجد دعمهم له تآكلًا بسبب جرائم الدولة ضد مواطنيها. يلخص إيمبرت، أحد القتلة، هذا الإدراك في تعليق دفعه مقتل الأخوات ميرابال: "إنهم يقتلون آباءنا وإخواننا وأصدقائنا. والآن يقتلون نسائنا. وها نحن نجلس، مستسلمين، في انتظار دورنا". في مقابلة، يصف فارغاس يوسا فساد ووحشية نظام تروخيو:" كان لديه تقريبًا كل السمات المشتركة لديكتاتور من أمريكا اللاتينية، لكنه دفع إلى أقصى الحدود. أعتقد أنه ذهب بعيدًا عن البقية - وفي الفساد أيضًا.
- الشوفينية:

وفقًا للباحث الأدبي بيتر أنتوني نيسا، فإن المكونين المهمين للرجولة هما السلوك العدواني والنشاط الجنسي المفرط. يظهر السلوك العدواني من خلال إظهار القوة والبطش، بينما يتم الكشف عن النشاط الجنسي المفرط من خلال النشاط الجنسي مع أكبر عدد ممكن من الشركاء. يشكل هذان المكونان صورة تروخيو ونظامه في عيد الماعز. كما لاحظ لورنزو، فإن فارغاس يوسا «يكشف تقاليد الرجولة والآباء المسيئين وممارسات تربية الأطفال التي تكرر عار الأطفال، بحيث يترك كل جيل ذبول الروح للجيل التالي.»
في عرض لكلا الجانبين من الرجولة، طالب تروخيو من مساعديه ومجلس وزرائه بتزويده بإمكانية الوصول الجنسي إلى زوجاتهم أو بناتهم. كتب ماريو فارغاس يوسا عن رجولية تروخيو ومعاملة النساء، «ذهب إلى الفراش مع زوجات وزرائه، ليس فقط لأنه أحب هؤلاء السيدات ولكن لأنها كانت طريقة لاختبار وزرائه. لقد أراد أن يعرف ما إذا كانوا كانوا مستعدين لقبول هذا الإذلال الشديد. كان الوزراء مستعدين بشكل أساسي للعب هذا الدور البشع - وظلوا موالين لتروجيلو حتى بعد وفاته.» والرجولة. بكلمات نيسا، «المعنى الضمني هو أن الرجولة القصوى تساوي الهيمنة السياسية.»
محاولة تروخيو للاستيلاء الجنسي على أورانيا هي مثال على كل من التلاعب السياسي بأجوستين كابرال والسلطة الجنسية على الشابات. ومع ذلك، نظرًا لأن تروخيو شعر بعجز جنسي وتعرض للإذلال أمام الفتاة الصغيرة، فقد فشل اللقاء في تلبية متطلباته للرجولة.
- الذاكرة:

تتعلق جميع حكايات الرواية بالذاكرة بمعنى أو بآخر. المواجهة الأكثر وضوحا للذاكرة كانت من جانب أورانيا كابرال، التي عادت إلى جمهورية الدومينيكان لأول مرة منذ 30 عامًا. سرعان ما تضطر لمواجهة والدها والصدمات التي دفعتها إلى مغادرة البلاد في سن الرابعة عشرة. كانت ضحية اعتداء جنسي على يد تروخيو نفسه، وهي تضحية قدمها والدها لمحاولة كسب ود الديكتاتور مرة أخرى. (وهي حقيقة أشارت إليها في جميع أنحاء الكتاب، لكنها لم تكشف إلا في النهاية). ويختتم الكتاب بسردها لذكرى تلك الليلة لخالتها وأبناء عمومتها الذين لم يعرفوا أبدًا السبب الحقيقي وراء مغادرتها البلاد. عندما تفاجأت عمتها بتذكرها كل هذه التفاصيل، ردت أورانيا قائلة: «إنني أتذكر كل شيء عن تلك الليلة». أما والدها، من ناحية أخرى، فهو غير قادر على الانضمام إليها في عملية التذكر هذه، لأنه أصيب بسكتة دماغية وغير قادر على الكلام. ومع ذلك، فإن أورانيا غضبت لأنه اختار أن ينسى هذه الأشياء بينما كان لا يزال قادرًا على الاعتراف بها.
الذاكرة مهمة أيضا في أقسام الرواية التي تتعامل مع القتلة. يتذكر كل منهم الأحداث التي دفعته للمشاركة في اغتيال تروخيو. شملت هذه الحوادث اختطاف وقتل جالينديز عام 1956، وقتل الراهبات ميرابال عام 1960، وانفصال عام 1961 عن الكنيسة الكاثوليكية. يستخدم فارغاس يوسا هذه الأحداث التاريخية لربط القتلة بلحظات محددة تُظهر عنف نظام تروخيو. يظهر تروخيو أيضًا وهو يفكر في الماضي، وليس أقله تكوينه وتدريبه على يد مشاة البحرية الأمريكية.
لكن قبل كل شيء، يستخدم ماريو فارغاس يوسا أورانيا الخيالية لتسهيل محاولة الرواية لتذكر النظام. تبدأ الرواية وتختتم بقصة أورانيا، والتي تشكل مزيج فعال للسرد من حيث تذكر الماضي وفهم تراثه في الحاضر. بالإضافة إلى ذلك، بسبب دراستها الأكاديمية لتاريخ نظام تروخيو، تواجه أورانيا أيضًا ذاكرة النظام للبلد ككل. وهذا يتماشى مع هدف واحد من الكتاب، وهو التأكد من أن فظائع الديكتاتورية ومخاطر السلطة المطلقة سوف يتذكرها جيل جديد.
- الكتابة والقوة:

في معالجتها للرواية، تدعي ماريا ريجينا رويز أن «القوة تمنح صاحبها القدرة على فرض المحظورات؛ المحظورات التي تنعكس في التاريخ، والتي تكشف دراستها ما يقال وما لا يُقال». تصرفات الحكومة في عيد الماعز أظهر خطاب المنع: تم منع الصحف والمجلات الأجنبية من دخول بلاد تروجيلو لأنها كانت تعتبر تهديدًا لأفكار الحكومة. يشارك ماريو فارغاس يوسا في هذا الخطاب من خلال سرد ما كان محظورًا.
تلاحظ رويز أن للكتابة أيضًا القدرة على تغيير الواقع. إنه يعيد القارئ إلى الماضي، مما يسمح له فهم الأساطير أو القصص المشوهة التي يرويها المؤرخون. تؤكد رويز أن معرفة الماضي أمر حاسم لفهم المرء للحاضر الذي يأخذنا إلى ما بعد الحداثة، وتجادل بأن عيد الماعز يمكن بالتالي أن يُنظر إليه على أنه خطاب ما بعد حداثي يعطي قوة لإعادة التاريخ.
إن بناء القصص الخيالية المحيطة بأحداث نظام تروخيو يسمح بدرجة من الحرية من الأهوال التي حدثت. تدعي الكاتبة جوليا ألفاريز أن هذه الأحداث «لا يمكن فهمها إلا أخيرًا من خلال الخيال، ولن يتم تعويضها إلا أخيرًا من خلال الخيال»، بينما يدعي ريتشارد باترسون أن فارغاس يوسا «يعيد تشكيل ، وإلى درجة كبيرة يزيل الأسطورة» تروخيو وحكمه الوحشي من خلال استخدام بنية السرد. تعمل كتابة فارغاس يوسا كقوة مسهلة لهذه الفترة من التاريخ.

## النقد
تم التعرف على الأسلوب الواقعي لعيد الماعز من قبل بعض المراجعين على أنه استراحة من نهج أكثر استعادية لرواية الديكتاتور. تلقت الرواية مراجعات إيجابية إلى حد كبير، كان معظمها على استعداد لقبول تضحيات بدقة تاريخية لصالح رواية القصص الجيدة.
التعليق الشائع على الرواية هو الطبيعة التصويرية للعديد من أعمال التعذيب والقتل، التي تصورها الرواية. يتيح فارغاس للقارئ رؤية حقائق النظام القمعي بدرجة من التفاصيل لا يستخدمها كثيرًا مواطنوه في أدب أمريكا اللاتينية، كما يقترح مايكل وود في London Review of Books: «Vargas Llosa ... يخبرنا أكثر بكثير عن تفاصيل المؤامرات اليومية، والتفاصيل القذرة والسادية للتعذيب والقتل.» يقترح والتر كيرن من صحيفة نيويورك تايمز أن«المشاهد المروعة للاستجوابات وجلسات التعذيب» تلقي بجوانب أخرى من الرواية في ضوء شاحب ، مما يستنزف أهميتها وتأثيرها. وبالمثل، يشير كيرن إلى أن «آلية السرد» التي ذكرها وود على أنها غير عملية إلى حد ما تنتج أيضًا قصة غير ضرورية إلى حد كبير. وصفت ستوروك خط الحبكة الذي يركز على أورانيا كابرال بأنها مركز عاطفي يركز على الرواية، ويوافق وود على أن مواجهاتها مع الشياطين السابقة تجذب انتباه القراء. على النقيض من ذلك، تنص مراجعة كيرن على أن مقاطع يورانيا «متحدثة وممتعة... يبدو أنها مستعارة من نوع آخر من الكتب.»
تشير معظم المراجعات حول عيد الماعز إما بشكل غير مباشر إلى العلاقة بين النشاط الجنسي والسلطة. المراجع في الصالون لورا ميلر، كاتب في ذا اوبسرفر The Observer جوناثان هيوود، والتر كيرن، ومايكل وود يفصل كل منهما العلاقة بين فقدان تروخيو التدريجي للسيطرة النهائية، على جسده وأتباعه. إن الوسائل التي يعزز بها تروخيو السلطة السياسية من خلال الأفعال الجنسية ويبدأ في فقدان قناعته الشخصية عندما يفشل جسده، هي مواضيع نقاش متكرر بين المراجعين.
في عام 2011، اتهم برنارد ديدريتش، مؤلف كتاب تروخيو: موت الماعز لعام 1978، فارغاس-يوسا بالسرقة الأدبية.

## الاقتباسات
تم تعديل الفيلم باللغة الإنجليزية للرواية في عام 2005، من إخراج لويس يوسا، ابن عم ماريو فارغاس يوسا. من النجوم إيزابيلا روسيليني في دور أورانيا كابرال، بول فريمان في دور والدها أوجستين، وستيفاني ليونيداس في دور أورانيتا وتوماس ميليان في دور رافائيل ليونيداس تروخيو. تم تصويره في كل من جمهورية الدومينيكان وإسبانيا. بمراجعة الفيلم من أجل جريدة Variety التجارية، وصفه الناقد جوناثان هولاند بأنه «أقل من وليمة من وجبة سريعة إلى حد ما، ولكنها ممتعة تمامًا، من ثلاثة أطباق»، وعلق أن الاختلاف الرئيسي عن رواية المصدر هو التضحية بالفروق النفسية.